# Jean-Marie Guéhenno

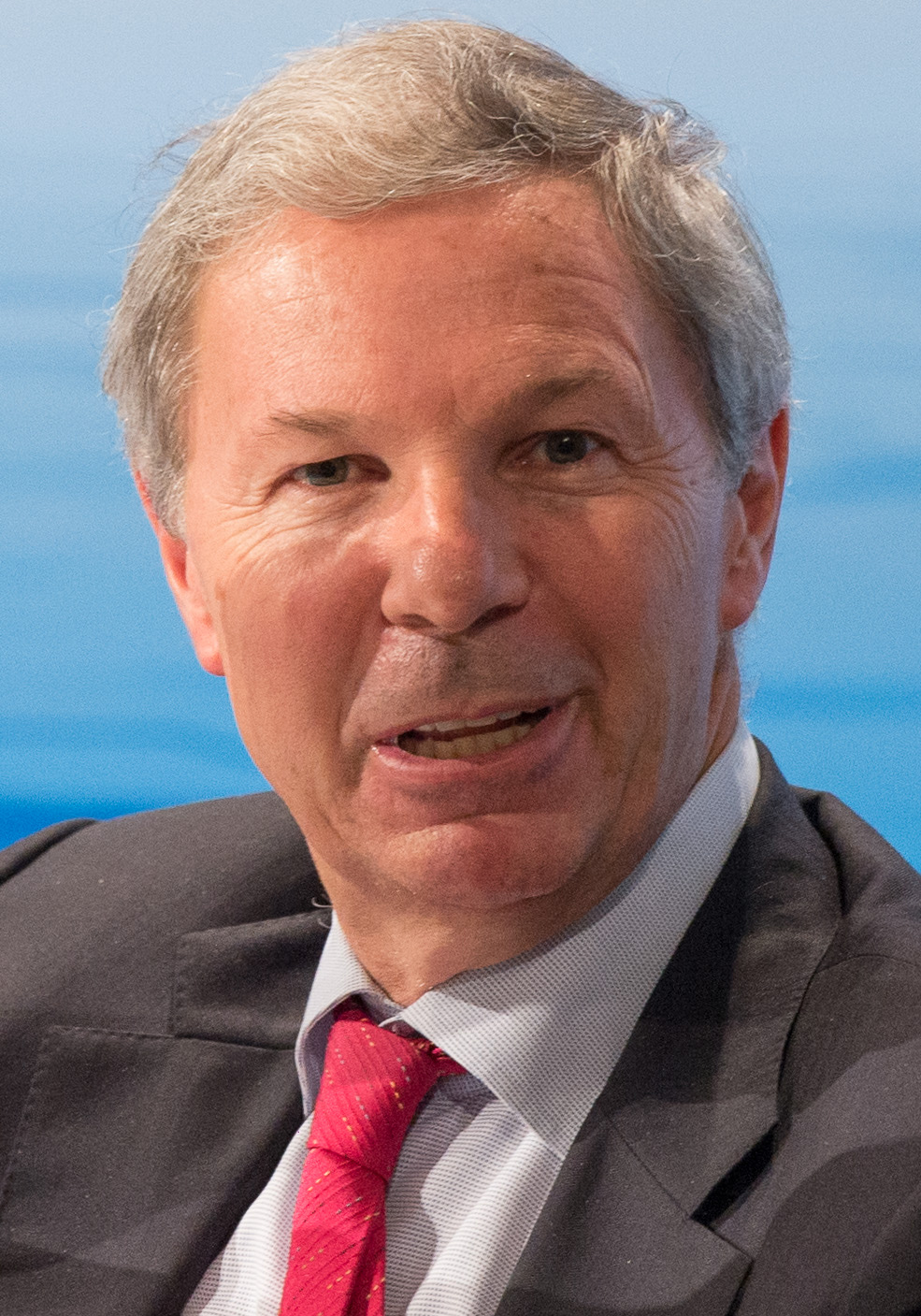
Jean-Marie Guéhenno (2015)

Jean-Marie Guéhenno (* 30. Oktober 1949 in Paris) ist französischer Diplomat und Politologe.

## Leben
Jean-Marie Guéhenno leitete das Planungsbüro Politik des Französischen Außenministeriums und wurde zum Botschafter des Ständigen Rates der Westeuropäischen Union in London berufen. Zum Höhepunkt seiner Karriere war er von 2000 bis 2008 Stellvertretender Generalsekretär der Vereinten Nationen mit dem Zuständigkeitsbereich „Peacekeeping Missions“. Er gilt bis heute als Experte für außenpolitische Fragen, unter anderem als Associate Director des Arnold-A.-Saltzman-Instituts für Kriegs- und Friedensstudien an der School of International and Public Affairs der Columbia University. 1998 bis 2000 war er Präsident des Institut des hautes études de défense nationale (IHEDN).
Seit 2010 ist Jean-Marie Guéhenno Chairman des Boards des Schweizer Zentrums für humanitären Dialog. Im März 2012 wurde er zum Sondergesandten der Vereinten Nationen und der Arabischen Liga für die UN-Beobachtermission in Syrien (UNSMIS) ernannt.
Von September 2014 bis Dezember 2017 war er Präsident und Geschäftsführer der International Crisis Group.
In Deutschland machte er sich vor allem einen Namen mit seinem Werk Das Ende der Demokratie (orig. La fin de la démocratie). Dieses hinterfragte in provokanten Thesen zum „Ende der Nation“, „Ende der Politik“ oder der „Libanisierung der Welt“ die demokratische Entwicklung zum Ende des 20. Jahrhunderts.

## Auszeichnungen
- Offizier der französischen Ehrenlegion
- Träger des Großen Verdienstkreuzes des Verdienstordens der Bundesrepublik Deutschland
- Mitglied der American Academy of Arts and Sciences

## Schriften
- La fin de la démocratie, Flammarion, Paris 1993, ISBN 2-08-081322-6; deutsch: Das Ende der Demokratie. München, dtv, 1996, ISBN 3-423-30554-1
- L'avenir de la liberté - La démocratie dans la mondialisation („Die Zukunft der Freiheit - Demokratie und Globalisierung“). Paris, Flammarion 1999, ISBN 2-08-211579-8
- Jocelyn Coulon, Jean-Marie Guéhenno, Lucien Manokou, Catherine Délice: Guide du maintien de la paix. Athéna éditions, Paris 2006, ISBN 2-922865-37-1